# 铁热克提河
铁热克提河（羅馬化：Terekty）也作铁列克德河，位于中华人民共和国新疆维吾尔自治区阿勒泰地区哈巴河县境内，为哈巴河左岸支流。河名在哈萨克语中意为“白杨沟”。发源于阿尔泰山中山带萨勒哈木尔山西麓德喀拉格则峰，自东北向西南流，于铁热克提乡政府驻地下游约7千米处汇入哈巴河。河流全长38千米，集水面积579平方千米。